# Szürke réce
A szürke réce (Anas gracilis) a madarak osztályának lúdalakúak (Anseriformes) rendjébe és a récefélék (Anatidae) családjába tartozó faj.
A magyar név forrással nincs megerősítve.
Egyes rendszerbesorolásokban a fehértorkú réce (Anas gibberifrons) alfaja Anas gibberifrons gracilis néven.

## Előfordulása
Ausztrália, Indonézia, Új-Zéland, Pápua Új-Guinea, Salamon-szigetek és Vanuatu területén honos. Kóborlásai során eljut Új-Kaledóniába is.

## Megjelenése
Testhossza 40-48 centiméter. Tollazata szürke és barna színű. A nemek hasonlóak.

## Életmódja
Szárazföldi növényekkel, vízi növényekkel, magvakkal-, rákokkal, valamint a rovarokkal és azok lárváival táplálkozik.

## Szaporodása
Fészekalja 4-14 tojásból áll, de átlagban 8 található a fészekben.